# Бжезьниця (Єнджейовський повіт)
Бжезьниця (пол. Brzeźnica) — село в Польщі, у гміні Єнджеюв Єнджейовського повіту Свентокшиського воєводства.
У 1975-1998 роках село належало до Келецького воєводства.